# Беспалова, Наталья Евгеньевна
Наталья Евгеньевна Беспалова (Рачевская; род. 25 июля 1950) — советская российская актриса театра и кино, педагог, заслуженная артистка России (1997).

## Биография
Наталья Евгеньевна Беспалова (по мужу Рачевская) родилась 25 июля 1950 года в городе Воскресенске Московской области в семье военнослужащего в отставке. Окончила среднюю школу №11. Писала стихи, посещала изостудию, ходила в театральный кружок. Неоднократно пыталась поступить в Московский театральный институт.
В 1970 году окончила Студию при Центральном детском театре (ныне Российский академический молодёжный театр).

С 1975 по 1980 год была в труппе Казанского русского драматического театра имени В. И. Качалова.

В 1980—2007 годах работала в Новом московском драматическом театре.
Дебютировала в кинематографе в 1971 году в мелодраме «Веришь, не веришь» режиссёров Евгения Васильева и Анатолия Дудорова, где сыграла главную героиню Тоню.
Преподаёт на актёрском факультете в Международном славянском институте имени Г. Р. Державина.

### Семья
Муж — директор Центра образования № 548 «Царицыно», заслуженный учитель России Ефим Лазаревич Рачевский.

## Награды
- Заслуженная артистка Татарской АССР.
- Заслуженная артистка РФ (1997).

## Работы в театре
- «Бешеные деньги» А. Н. Островский — Лилия Юрьевна

## Фильмография
- 1971 — Веришь, не веришь — Тоня Теребилова
- 1971 — У нас на заводе — Нина Борзунова
- 1972 — Весенний вечер
- 1972 — Бой с тенью — Наташа
- 1972 — Чудак из пятого «Б» — Наташа, секретарь комсомольской организации школы № 70
- 1973 — Алкины песни — Алка Уралова
- 1973 — Жили три холостяка — Настя Ковалёва, студентка
- 1973 — За час до рассвета — Лена
- 1975 — Агония — Матрёна, дочь Распутина
- 1975 — Невеста с севера — Валя
- 1983 — Завтра начинается сегодня — эпизод